# Lemingowiec
Lemingowiec (Myopus) – rodzaj ssaków z podrodziny karczowników (Arvicolinae) w obrębie rodziny chomikowatych (Cricetidae).

## Zasięg występowania
Rodzaj obejmuje jeden żyjący współcześnie gatunek występujący w Eurazji.

## Morfologia
Długość ciała (bez ogona) 90–115 mm, długość ogona 12–19,7 mm; masa ciała 20–40 g.

## Systematyka
Rodzaj zdefiniował w 1910 roku amerykański botanik i zoolog Gerrit Smith Miller na łamach Smithsonian miscellaneous collections. Na gatunek typowy Miller wyznaczył (oryginalne oznaczenie) lemingowca leśnego (M. schisticolor).

### Etymologia
Myopus: gr. μυς mus, μυος muos „mysz”; πους pous, ποδος podos „stopa”.

### Podział systematyczny
Do rodzaju należy jeden występujący współcześnie gatunek:
- Myopus schisticolor (Lilljeborg, 1844) – lemingowiec leśny

Opisano również gatunek wymarły z pliocenu Rosji:
- Myopus brandti (Tschersky, 1879)